# Moulins (Ille-et-Vilaine)

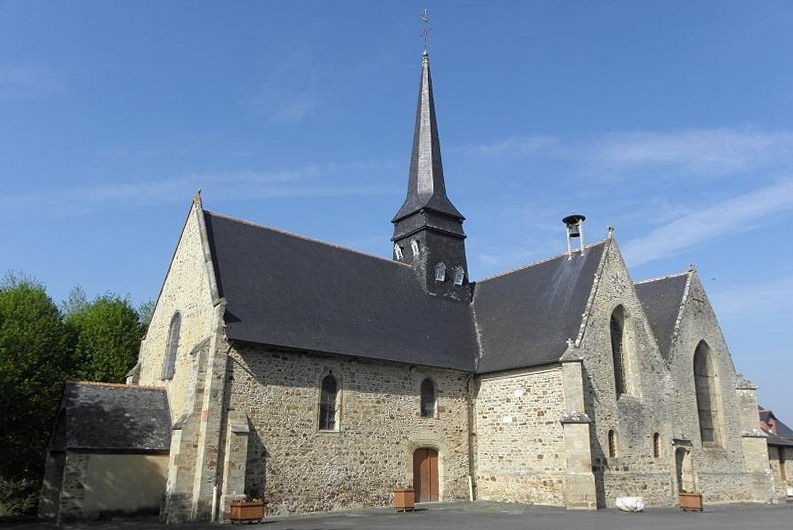
Kerk

Moulins is een gemeente in het Franse departement Ille-et-Vilaine (regio Bretagne) en telt 608 inwoners (2004). De plaats maakt deel uit van het arrondissement Fougères-Vitré.

## Geografie
De oppervlakte van Moulins bedraagt 15,0 km², de bevolkingsdichtheid is 40,5 inwoners per km².
De onderstaande kaart toont de ligging van Moulins (Ille-et-Vilaine) met de belangrijkste infrastructuur en aangrenzende gemeenten.

## Demografie
Onderstaande figuur toont het verloop van het inwonertal (bron: INSEE-tellingen).

1. ↑  Populations de référence 2022.